# Чандпур (город, Бангладеш)
Чандпур (бенг. চাঁদপুর) — город и муниципалитет на востоке Бангладеш, административный центр одноимённого округа. Расположен на берегу реки Мегхна. Муниципалитет был основан в 1897 году. Площадь города равна 7,77 км². По данным переписи 2001 года, в городе проживало 94 821 человек, из которых мужчины составляли 50,77 %, женщины — соответственно 49,23 %. Уровень грамотности взрослого населения составлял 56,4 % (при среднем по Бангладеш показателе 43,1 %).